# К
К («ка») — літера кириличної абетки.

## Історія
Походить від старослов'янської кириличної літери  («како»), що походить від літери Κ, κ («каппа») грецько-візантійського унціалу. У глаголиці «како» мала накреслення  — можливо, воно виникло під впливом гебрейської літери ק («коф»). Назва літери походить від староцерк.-слов. како — «як», «яким чином». У старослов'янській кириличній цифрі літера К має числове значення «двадцять», у глаголичній цифрі — «сорок».
У давньоруській і староукраїнській писемностях у зв'язку з наявністю різних писемних шкіл і типів письма (устав, півустав, скоропис) мало кілька графічних варіантів, що допомагає визначити час і місце написання пам'яток.
У XVI столітті, крім рукописної, з'явилася друкована форма літери.

## Використання
К — п'ятнадцята літера української абетки.
У сучасній українській мові цією літерою позначають задньоязиковий глухий зімкнений приголосний звук [k].
Літера буває велика й мала, має рукописну й друковану форми.
Нині використовується також при класифікаційних позначеннях і означає «п'ятнадцять». При цифровій нумерації вживається як додаткова диференційна ознака, коли ряд предметів має такий самий номер: шифр № 10 — літера к і т. д.

## Інше
- В українській мові існує слово, яке складається з тільки з цієї літери — прийменник «к» (варіант — «ік»)[2]. Зараз воно вважається застарілим, але у сполученні з давальним відмінком колись вживалося замість прийменника «до»: «К Енею руки простягає» (І. П. Котляревський, «Енеїда»), «Увесь день були замуровані вікна, і к вечору мороз рогом поліз» (С. В. Васильченко, «Мороз»). Вже на початок XX ст. цей прийменник вживався дуже рідко: здебільшого для вказання часу і в лайливих висловах («Іди к нечистій матері!», «Туди к лихій годині!» тощо)[3]. «Словарь української мови» засвідчує і фонетичний варіант цього слова — «ґ»[4].

## Таблиця кодів
| Кодування    | Регістр | Десятковий код | 16-ковий код | Вісімковий код | Двійковий код     |
| ------------ | ------- | -------------- | ------------ | -------------- | ----------------- |
| Юнікод       | Велика  | 1050           | 041A         | 002032         | 00000100 00011010 |
| Юнікод       | Мала    | 1082           | 043A         | 002072         | 00000100 00111010 |
| ISO 8859-5   | Велика  | 186            | BA           | 272            | 10111010          |
| ISO 8859-5   | Мала    | 218            | DA           | 332            | 11011010          |
| KOI 8        | Велика  | 235            | EB           | 353            | 11101011          |
| KOI 8        | Мала    | 203            | CB           | 313            | 11001011          |
| Windows 1251 | Велика  | 202            | CA           | 312            | 11001010          |
| Windows 1251 | Мала    | 234            | EA           | 352            | 11101010          |